# Alexandros fra Antiokia
 Denne artikel bør gennemlæses af en person med fagkendskab for at sikre den faglige korrekthed.

Alexandros fra Antiokia er en græsk kunstner, som i dag er mest kendt for skulpturen Venus fra Milo, som nu er på Louvre i Paris. Hans navn ses også i adskillige antikke inskriptioner som den fra den nu manglende sokkel, der oprindeligt var en del af Venus fra Milo, men som på mystisk vis "forsvandt", da det viste sig, at Venus fra Milo ikke var et værk af mesteren Praxiteles, som det ellers var antaget.
Alexandros synes at have været en omrejsende kunstner, der arbejdede på kommission. Ifølge inskriptioner var hans fars navn Menides. Ifølge en inskription i den antikke by Thespiai i nærheden af bjerget Helikon i Grækenland var han vinder af en sang- og kompositionskonkurrence. Alexandros menes også at have lavet en skulptur af Alexander den Store, som også er udstillet på Louvre. Den er fundet på den græske ø Delos. Hans fødsels- og dødsdato er ukendt.